# Conor Geekie
Conor Geekie (né le 5 mai 2004 à Strathclair dans la Province du Manitoba au Canada) est un joueur canadien de hockey sur glace. Il évolue à la position d'attaquant.

## Biographie

### Carrière junior
Geekie commence sa carrière junior lors du tournoi Brick Invitational en 2013-2014 avec les Jets juniors de Winnipeg. Il inscrit 4 points en 6 matchs de qualification. Son équipe se classe à la 6e place de la division 1 et n'est pas qualifiée pour le tour final.
Il dispute la saison 2017-2018 avec les Selects d'Eastman avec les moins de 15 ans.  Il joue 35 matchs, obtenant 68 points, aidant son équipe à terminer au 2e rang de la ligue. La saison suivante, il joue 31 matchs, inscrivant 86 points. Son équipe termine au 1re rang de la ligue.
En 2019, il représente le Manitoba aux Jeux du Canada. En 6 matchs, il comptabilise 5 points. Son équipe termine à la 5e place du tournoi, remportant son match de classement face à la sélection de la Nouvelle-Écosse lors d'une victoire 7-5.
Le 2 mai 2019, il est sélectionné en 2e position lors du premier tour du repêchage de la LHOu par le Ice de Winnipeg.
Le 1er juin 2019, il s'engage avec le Ice de Winnipeg.
En 2019-2020, il débute avec le contingent des moins de 18 ans des Chiefs dans la Ligue de hockey du Manitoba. En 26 matchs, il inscrit 35 points et son équipe termine 5e de la saison régulière. Lors des quarts de finale, les Cougars de Southwest les éliminent en 4 rencontres. Il est nommé recrue de l’année au terme de la saison. Lors des quarts de finale, les Cougars de Southwest les éliminent en 4 rencontres.
Lors de la saison 2019-2020, il dispute 7 rencontres pour le Ice. Le 18 mars 2020, la LHOu décide d'interrompre la Saison 2019-2020. La mise en place de mesure contre la pandémie de COVID-19 est trop coûteuse pour les clubs et mettrait en péril la ligue.
Lors de la saison 2020-2021, il joue 9 matchs pour les Oil Capitals de Virden dans la Ligue de hockey junior du Manitoba, obtenant 4 points. Il rejoint la LHOu où il joue 24 parties pour le Ice, comptabilisant 23 points. Le 19 avril 2021, la LHOu décide d'interrompre la Saison 2020-2021 après 24 matchs disputés à cause de la pandémie de COVID-19.
En 2021-2022, il joue 63 matchs de saison régulière pour le Ice, inscrivant 70 points. Le Ice remporte le trophée Trophée Scotty-Munro en terminant champion de la saison régulière. Lors des séries éliminatoires, ils rencontrent en huitièmes de finale les Raiders de Prince Albert qu'ils battent en 5 rencontres, puis ils remportent leur quart de finale en 5 rencontres face aux Warriors de Moose Jaw. Lors des demi-finales, ils affrontent les Oil Kings d'Edmonton et se font éliminer en cinq rencontres. Lors de ces 15 parties, il inscrit 3 buts et 8 passes.
En prévision du repêchage de 2022, la centrale de recrutement de la LNH le classe au 5e rang des espoirs nord-américains chez les patineurs.
Il est sélectionné au 11e rang par les Coyotes de l'Arizona.

## Statistiques

### En club
| Saison    | Équipe                   | Ligue      |    | Saison régulière | Saison régulière | Saison régulière | Saison régulière | Saison régulière |   | Séries éliminatoires | Séries éliminatoires | Séries éliminatoires | Séries éliminatoires | Séries éliminatoires |
| Saison    | Équipe                   | Ligue      | PJ | B                | A                | Pts              | Pun              | PJ               | B | A                    | Pts                  | Pun                  |                      |                      |
| 2013-2014 | Jets juniors de Winnipeg | BIT        | 6  | 0                | 4                | 4                | 6                | -                | - | -                    | -                    | -                    |                      |                      |
| 2017-2018 | Chiefs de Yellowhead     | WAAAHL U15 | 35 | 38               | 30               | 68               | 38               | -                | - | -                    | -                    | -                    |                      |                      |
| 2018-2019 | Chiefs de Yellowhead     | WAAAHL U15 | 31 | 49               | 37               | 86               | 58               | -                | - | -                    | -                    | -                    |                      |                      |
| 2019-2020 | Équipe du Manitoba       | JdC        | 6  | 1                | 4                | 5                | 6                | -                | - | -                    | -                    | -                    |                      |                      |
| 2019-2020 | Chiefs de Yellowhead     | MHL U18    | 26 | 18               | 17               | 35               | 50               | 4                | 1 | 2                    | 3                    | 2                    |                      |                      |
| 2019-2020 | Ice de Winnipeg          | LHOu       | 7  | 0                | 0                | 0                | 2                | -                | - | -                    | -                    | -                    |                      |                      |
| 2020-2021 | Ice de Winnipeg          | LHOu       | 24 | 9                | 14               | 23               | 20               | -                | - | -                    | -                    | -                    |                      |                      |
| 2020-2021 | Oil Capitals de Virden   | LHJM       | 9  | 1                | 3                | 4                | 20               | -                | - | -                    | -                    |                      |                      |                      |
| 2021-2022 | Ice de Winnipeg          | LHOu       | 63 | 24               | 46               | 70               | 49               | 15               | 3 | 8                    | 11                   | 14                   |                      |                      |
| 2022-2023 | Ice de Winnipeg          | LHOu       | 66 | 35               | 42               | 77               | 53               | 19               | 6 | 11                   | 17                   | 10                   |                      |                      |
| 2023-2024 | Wild de Wenatchee        | LHOu       | 26 | 23               | 27               | 50               | 38               | 9                | 6 | 3                    | 9                    | 4                    |                      |                      |
| 2023-2024 | Roadrunners de Tucson    | LAH        | 0  | 0                | 0                | 0                | 0                | 2                | 0 | 0                    | 0                    | 0                    |                      |                      |

## Famille
Son frère, Morgan, est un joueur de hockey sur glace évoluant pour le Kraken de Seattle.

## Trophées et honneurs personnels

### WAAAHL U15
- 2018-2019 : Champion avec les Chiefs de Yellowhead.

### MHL U18
- 2019-2020 : Recrue de l'année.